# Krakowiak-Gletscher
Der Krakowiak-Gletscher (polnisch Lodowiec Krakowiak) ist ein kleiner hängender Gletscher am Chopin Ridge auf King George Island im Archipel der Südlichen Shetlandinseln. Er fließt vom Kraków Dome zur Bransfieldstraße, die er zwischen dem Lions Rump und dem Low Head erreicht.
Polnische Wissenschaftler benannten ihn 1980 nach dem polnischen Volkstanz Krakowiak.